# Ollo
Ollo település Spanyolországban, Navarra autonóm közösségben. Ollo Arakil, Olza és Iza községekkel határos. Lakosainak száma 436 fő (2024).

## Népesség
A település népessége az elmúlt években az alábbi módon változott:
| Lakosok száma | 323  | 305  | 298  | 275  | 401  | 407  | 399  | 421  | 425  | 436  |
|               | 2001 | 2004 | 2007 | 2009 | 2012 | 2014 | 2017 | 2019 | 2022 | 2024 |